# 潁州区
潁州区（えいしゅう-く）は、中華人民共和国安徽省阜陽市に位置する市轄区。

## 行政区画
- 街道:鼓楼街道、文峰街道、清河街道、潁西街道、西湖景区街道、京九路街道
- 鎮:王店鎮、程集鎮、三合鎮、西湖鎮、九竜鎮、三十里鋪鎮、三塔集鎮、袁集鎮
- 郷:馬寨郷